# Zupa grzybowa
Zupa grzybowa – zupa na wywarze mięsno-warzywnym lub warzywnym z dodatkiem grzybów, także suszonych, w ilości nadającej potrawie grzybowy smak. Zupę grzybową można przyrządzać z grzybów różnorodnych gatunkowo bądź tego samego gatunku (zupa pieczarkowa, borowikowa, kurkowa). W kuchni polskiej podaje się ją najczęściej z kluskami lub makaronem, często z dodatkiem śmietany.
Lucyna Ćwierczakiewiczowa w swojej książce kucharskiej 365 obiadów (pierwsze wydanie w 1860 roku) dzieli zupy z grzybów suszonych na kwaśne (z dodatkiem octu) i słodkie (bez octu). Podaje też przepis na zupę ze świeżych pieczarek lub rydzów, zaprawioną zasmażką z mąki i masła. Zaleca podawanie tych zup z krojonymi kluskami. Wincenta Zawadzka w swojej Kucharce litewskiej (pierwsze wydanie 1854) podaje przepis na bezmięsną zupę z suszonych borowików. Zaleca podawać ją z makaronem, kluskami zaparzanymi albo gęstą drobną kaszką, z dodatkiem koperku lub zielonej pietruszki. Jako odmianę proponuje tę samą zupę z dodatkiem wywaru z buraków oraz dużą ilością śmietany, ale podawaną z poszatkowanymi grzybami bądź podsmażanymi pierożkami grzybowymi.
Zupa z suszonych grzybów jest w Polsce jedną z typowych potraw wigilijnych.
Zupa grzybowa w kuchniach zachodnioeuropejskich na ogół występuje jako zupa krem. Campbell Soup Company rozpoczął produkcję puszkowanej Cream of mushroom soup w 1934 roku.